# Thierry Peponnet
Thierry Peponnet (* 7. September 1959 in Le Havre) ist ein ehemaliger französischer Segler.

## Erfolge
Thierry Peponnet nahm an den Olympischen Spielen 1984 in Los Angeles und 1988 in Seoul in der 470er Jolle mit Luc Pillot teil. Mit 49,4 Punkten erreichten die beiden 1984 den dritten Platz hinter dem spanischen und dem US-amerikanischen Boot, womit sie die Bronzemedaille gewannen. Vier Jahre darauf beendeten sie die Regatta mit 34,7 Punkten auf dem ersten Platz des Teilnehmerfeldes und wurden somit Olympiasieger vor Tõnu und Toomas Tõniste sowie Charles McKee und John Shadden. Bereits 1985 wurden Peponnet und Pillot in Carrara Vizeweltmeister, ehe ihnen im Jahr darauf in Salou der Titelgewinn gelang. 1986 und 1988 wurden sie Europameister.
Beim 32. America’s Cup war Peponnet Skipper der Areva Challenge. Zuvor war er bereits im Louis Vuitton Cup 1995 im französischen Team France America 95 und 2000 im Team Le Defi BTT Crewmitglied gewesen.